# Lacy Island
Lacy Island är en ö i Kanada.   Den ligger i ögruppen Button Islands i territoriet Nunavut, i den östra delen av landet, 1 800 km nordost om huvudstaden Ottawa. Arean är 7,2 kvadratkilometer.
Terrängen på Lacy Island är lite kuperad. Öns högsta punkt är 243 meter över havet. Den sträcker sig 3,9 kilometer i nord-sydlig riktning, och 3,4 kilometer i öst-västlig riktning.